# Рдест альпийский
Рдест альпи́йский (лат. Potamogéton alpínus) — многолетнее травянистое водное растение; вид рода Рдест. Всё растение, будучи извлечённым из воды, краснеет — особенность, которая делает этот вид весьма отличимым от других.

## Ботаническое описание
Корневище тонкое, сильно ветвистое.
Стебель неветвистый, в сечении круглый, от 5 до 200 см длиной, вверху часто красноватый.
Подводные листья ланцетные, 7—25 см длиной и 1—3,5 см шириной, сидячие, с 7—13 жилками, тусклые; плавающие листья кожистые, обычно продолговато-обратнояйцевидные или эллиптические, клиновидно суженные к основанию, 4—8 см длиной и 1—2 см шириной (длина в 3—4 раза больше ширины), с коротким черешком; все листья простые, цельные, с заметными центральными жилками, тёмно-зелёные, часто с красноватым оттенком. Плавающие листья могут отсутствовать.
Соцветие рдеста альпийского — густой зеленовато-коричневый колос 2—4 см длиной; цветоносы длинные, равные по толщине стеблю. Опыляется ветром. Цветение в Европейской части России — в июне—июле; в Северной Америке — с июня по сентябрь.
Плодики около 3 мм длиной, от желтовато-коричневого до коричнево-зелёного цвета, яйцевидные с килеватой спинкой и коротким клювиком. Плодоношение в Европейской части России — в июле—августе. Тысяча семян весят 2,58 г.
Число хромосом: 2n = 52.

## Распространение и экология
Арктобореальный вид, широко распространённый в Евразии (в том числе в 22 странах Европы) и Северной Америке между 45 и 65 градусами северной широты. Тип ареала по Мезелю: Circumpolar; Arctic-Temperate.
Нередко встречается во многих районах европейской и азиатской России.
Растёт в озёрах, прудах, канавах, старицах, реже — в ручьях и небольших речках, нередко образуя значительные заросли. Жизненные формы по Раункиеру: winter-green; hydromorphe.
Размножается и распространяется семенами и вегетативно.
Максимальная высота, на которой найдены растения, — 1  021 м.

### Охранный статус
В штатах Нью-Гэмпшир и Нью-Йорк (США) рдест альпийский находится под угрозой исчезновения (англ. Threatened), в Нью-Джерси и Пенсильвании признан вымирающим видом (англ. Endangered).
Растение включено в Красную книгу Польши (2006).

## Таксономия
Вид имеет в Северной Америке несколько разновидностей и подвид, отличающихся формой подводных листьев:
- Potamogeton alpinus var. faxoni Stevens [syn.  Potamogeton faxoni Morong basionym]. Штат Вермонт (США)
- Potamogeton alpinus var. subellipticus (Fernald) Ogden [syn.  Potamogeton microstachys Fernald basionym]. Ареал — от Ньюфаундленда на севере до Вермонта на юге, на запад до Британской Колумбии
- Potamogeton alpinus var. tenuifolius (Raf.) Ogden [syn.  Potamogeton tenuifolius Raf. basionym]
- Potamogeton alpinus subsp. tenuifolius (Raf.) Hultén [syn.  Potamogeton tenuifolius Raf. basionym]

В Северной Америке известны 4 гибрида:
- Potamogeton alpinus × Potamogeton nodosus (= Potamogeton ×subobtusus Hagström)
- Potamogeton alpinus × Potamogeton gramineus (= Potamogeton ×nericius Hagström)
- Potamogeton alpinus × Potamogeton praelongus (= Potamogeton ×griffithii A.Bennett)
- Potamogeton alpinus × Potamogeton perfoliatus (= Potamogeton ×prussicus Hagström)

В 2002 году Александр Бобров и Елена Чемерис обнаружили в Вологодской области гибридный Рдест вепсский (Potamogeton ×vepsicus A.A.Bobrov & Chemeris), родители которого (Potamogeton natans × Potamogeton alpinus).